# Longmire
Longmire ist eine US-amerikanische Krimi- und Neowesternserie, die auf der Kriminalbuchreihe Walt Longmire Mysteries von Craig Johnson basiert. Sie handelt von Walt Longmire, einem Sheriff aus Wyoming, der nach dem Tod seiner Frau versucht, durch seine Arbeit wieder auf die Beine zu kommen. Die Erstausstrahlung erfolgte in den Vereinigten Staaten am 3. Juni 2012 auf dem Kabelsender A&E und in Deutschland am 10. Januar 2014 bei RTL Nitro. Die Serie endete in den USA am 17. November 2017 mit der Bereitstellung der sechsten Staffel durch Netflix.

## Handlung
Walt Longmire (Robert Taylor) ist Sheriff im fiktiven Absaroka County in Wyoming. Er ist sehr altmodisch und besitzt kein Handy. Er lebt eher zurückgezogen und ist, zum Serienbeginn, seit einem Jahr Witwer, was er noch immer nicht verarbeitet hat. Privat pflegt er regelmäßigen Kontakt zu seiner Tochter Cady und dem Cheyenne Henry, der eine Bar besitzt. Mit ihm ist er seit vielen Jahren befreundet.
Beruflich hat er damit zu kämpfen, dass ihn der junge Deputy Branch Connally als Sheriff ablösen will. Seine junge Kollegin Victoria, die sich nach fünf Jahren in Philadelphia, wo sie in der Mordkommission tätig war, in der Kleinstadt zurechtfinden muss, und der ungeschickte Ferg, der seinen Job seinem Vater zu verdanken hat, vervollständigen das Ermittlerteam.

## Hintergrund

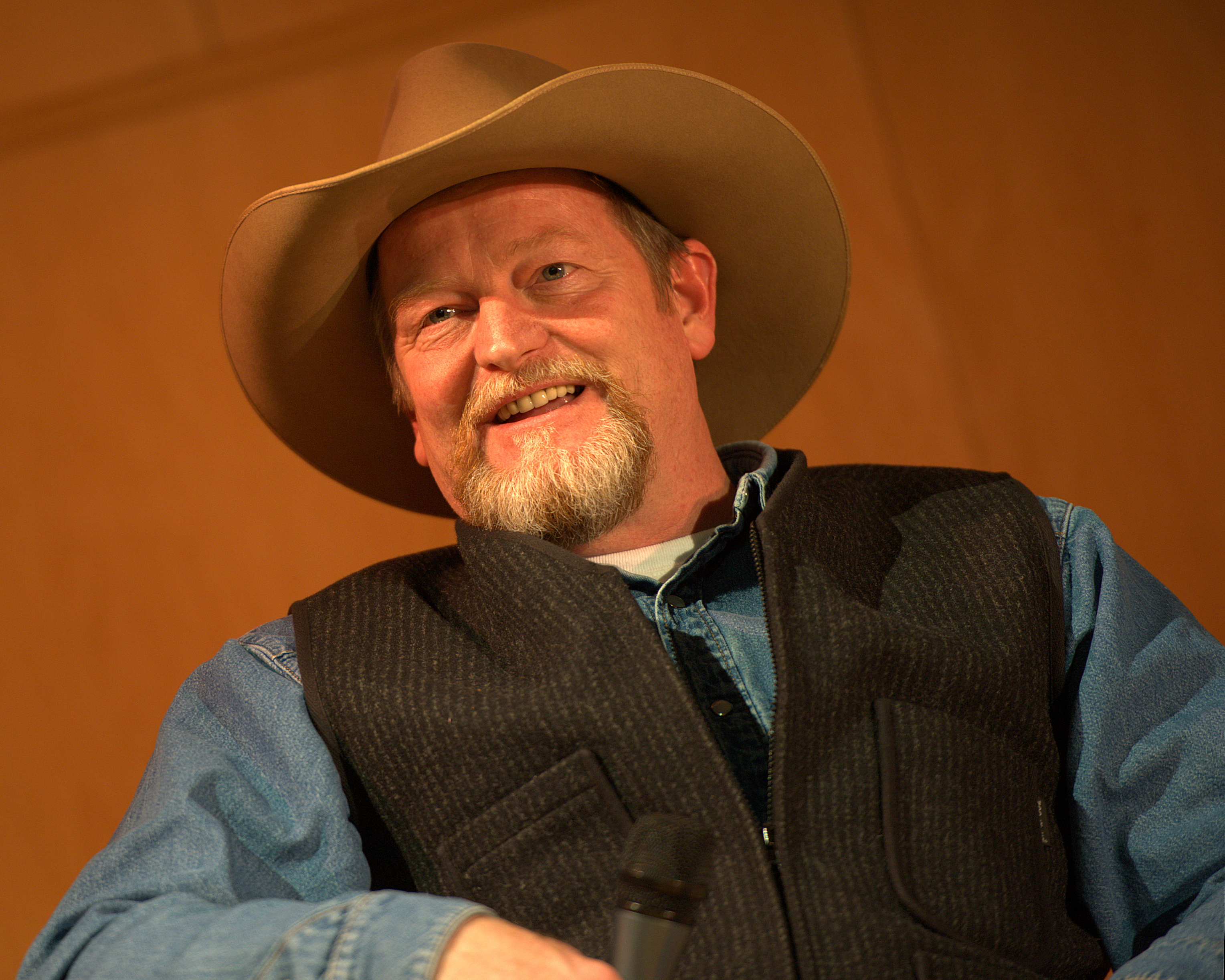
Craig Johnson, Autor der Buchvorlagen

Longmire basiert auf der Kriminalbuchreihe Walt Longmire Mysteries von Craig Johnson. Entwickelt wurde die Fernsehserie von Hunt Baldwin und John Coveny, zwei Co-Autoren der Krimiserie The Closer. Im Dezember 2010 wurde eine Pilotfolge bestellt, woraufhin mit dem Casting begonnen wurde. Im Februar 2011 wurde der australische Schauspieler Robert Taylor als Darsteller der Hauptfigur verpflichtet. Im August 2011 bestellte der verantwortliche Sender A&E eine vollständige erste Staffel. Diese wurde Anfang 2012 in New Mexico gedreht.
Zum einen ist die Serie eine klassische Krimiserie mit Dramaelementen, in der die Aufklärung von Mordfällen im Mittelpunkt steht. Zum anderen wird sie häufig als moderne Westernserie bezeichnet, da sie – vor allem in Bezug auf die Hauptfigur und die Dramaturgie der Serie – Ähnlichkeiten zum klassischen Western aufweist. Der Sender bezeichnet Longmire als „Crime Thriller“.
Der Sender A&E beendete die Serie 2014 nach der dritten Staffel, sie wurde dann jedoch von Netflix übernommen. Der Onlineanbieter machte am 10. September 2015 alle zehn Episoden der vierten Staffel online verfügbar. Ende Oktober 2015 verlängerte Netflix das Format um eine fünfte Staffel, welche im September 2016 online verfügbar wurde. Im November 2016 folgte schließlich die Verlängerung um eine sechste und letzte Staffel, die am 17. November 2017 online verfügbar gemacht wurde.

## Besetzung und Synchronisation
Die deutsche Synchronisation entsteht nach der Dialogregie von Marianne Groß und dem Dialogbuch von Andreas Hinz durch die Synchronfirma Film- & Fernseh-Synchron in Berlin.

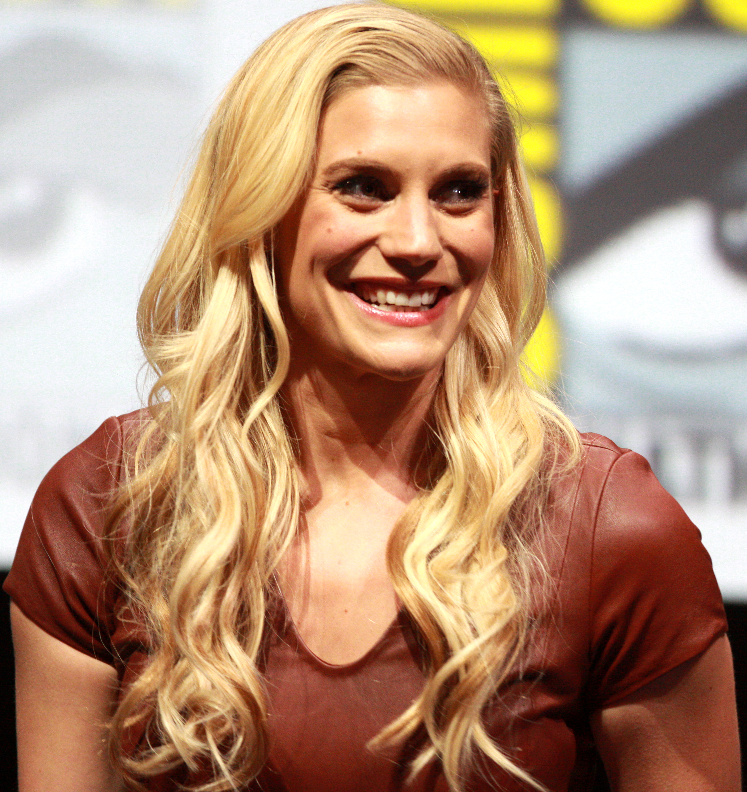
Katee Sackhoff
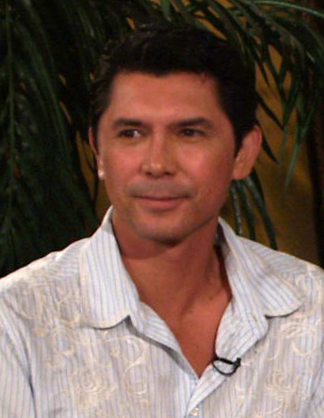
Lou Diamond Phillips
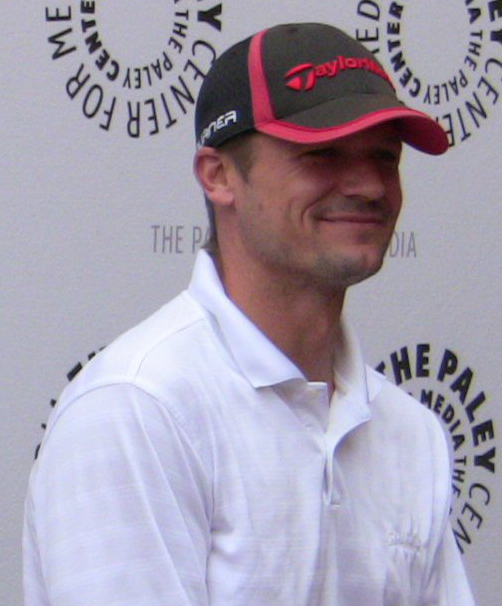
Bailey Chase
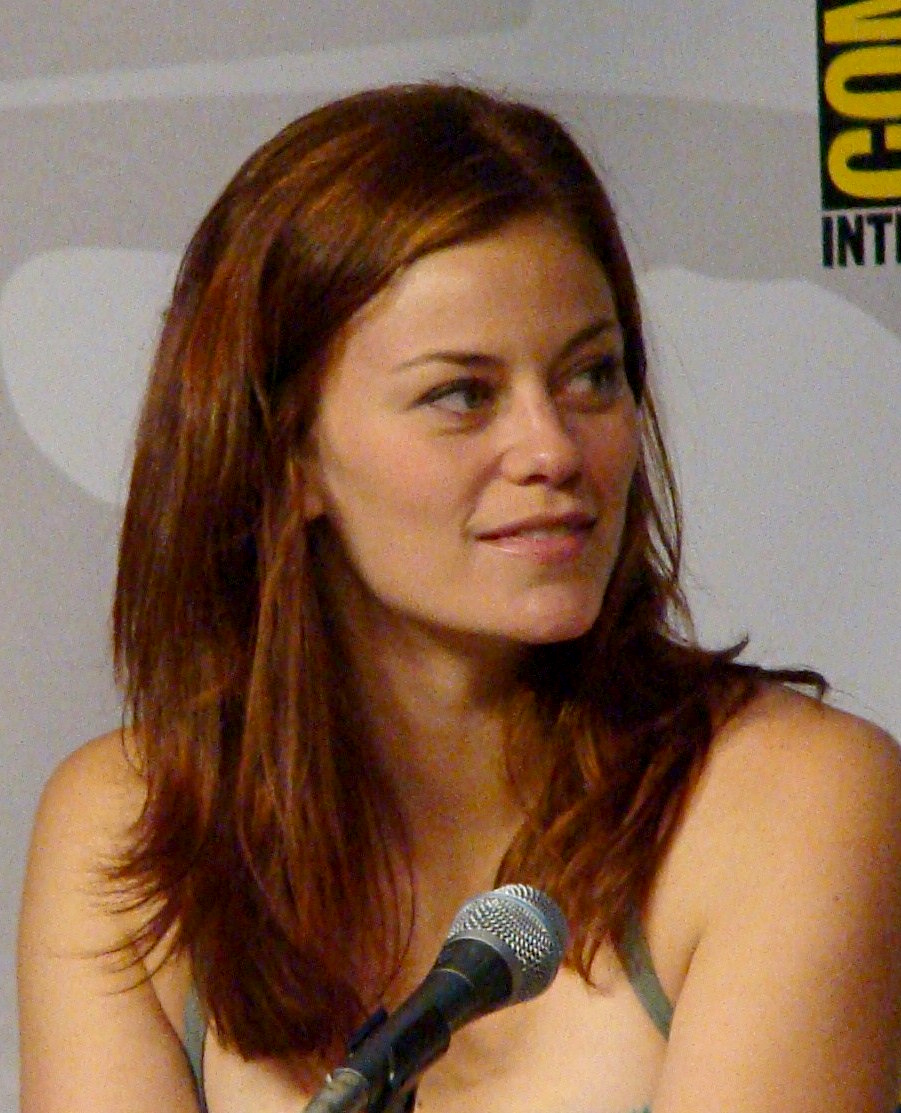
Cassidy Freeman

| Rollenname             | Rollenfunktion                     | Schauspieler/in      | Synchronsprecher/in | Staffeln |
| ---------------------- | ---------------------------------- | -------------------- | ------------------- | -------- |
| Walt Longmire          | Sheriff von Absaroka County        | Robert Taylor        | Torsten Michaelis   | 1–6      |
| Victoria „Vic“ Moretti | Deputy des Sheriffs                | Katee Sackhoff       | Sanam Afrashteh     | 1–6      |
| Henry Standing Bear    | Walts bester Freund, Barbesitzer   | Lou Diamond Phillips | Torsten Sense       | 1–6      |
| Branch Connally        | Deputy des Sheriffs                | Bailey Chase         | Dennis Schmidt-Foß  | 1–3      |
| Cady Longmire          | Walts Tochter, Anwältin            | Cassidy Freeman      | Melanie Pukaß       | 1–6      |
| „Ferg“ Ferguson        | Deputy des Sheriffs                | Adam Bartley         | Tobias Müller       | 1–6      |
| Ruby                   | Sekretärin des Sheriffs            | Louanne Stephens     | Marianne Groß       | 1–6      |
| Mathias                | Chef der Cheyenne-Stammespolizei   | Zahn McClarnon       | Jaron Löwenberg     | 1–6      |
| Jacob Nighthorse       | Walts Dauerrivale, Kasinobetreiber | A Martinez           | Ronald Nitschke     | 1–6      |

## Ausstrahlung
Vereinigte Staaten
In den Vereinigten Staaten startete die Serie am 3. Juni 2012 mit ihrer zehnteiligen ersten Staffel auf A&E. Sie wurde dort bis zum 12. August 2012 komplett gezeigt. Bereits Ende Juni hatte der Sender die Serie um eine zweite Staffel mit 13 Episoden verlängert, die am 27. Mai 2013 startete. Das Staffelfinale wurde schließlich am 26. August 2013 ausgestrahlt. Die dritte Staffel sendete der Sender vom 2. Juni bis zum 4. August 2014; danach stellte er sie ein. Knapp drei Monate später gab Netflix im November 2014 die Produktion einer zehnteiligen vierten Staffel bekannt, die im September 2015 online gestellt wurde. Im September 2016 fand die Veröffentlichung der fünften Staffel statt und im November 2017 wurde schließlich die sechste und letzte Staffel veröffentlicht.
Deutschland
In Deutschland sicherte sich die Mediengruppe RTL Deutschland die Ausstrahlungsrechte an der Serie und kündigte eine Ausstrahlung beim Sender RTL Nitro an. Dieser zeigte von Januar bis März 2014 die ersten beiden Staffeln jeweils am Freitag in Doppelfolgen. Im Juni und Juli 2016 wurde die dritte Staffel und von August bis September 2017 die vierte Staffel jeweils mittwochs im Spätprogramm in Doppelfolgen ausgestrahlt.
Im Pay-TV liegen die Rechte beim FOX Channel, wo die Serie seit März 2014 ausgestrahlt wird. Die dritte Staffel wurde dort von September bis November 2015, die vierte Staffel von Juli bis September 2017 und die fünfte Staffel von August bis September 2018 ausgestrahlt, mithin jeweils früher als auf RTL Nitro. Die sechste Staffel soll dort ab dem 26. Juli 2019 gezeigt werden.

## Rezeption

### Kritikerstimmen
In den USA wurde Longmire gut aufgenommen. Basierend auf siebzehn englischsprachigen Kritiken ermittelte die Seite Metacritic eine durchschnittliche Wertung (Metascore) von 67 von 100. Die Kritiker lobten unter anderem die unkonventionelle Art der Serie und die Figuren. Auf der anderen Seite wurde sie von der San Francisco Chronicle für ihren „Look und [ihre] Atmosphäre“ kritisiert.
Auch in Deutschland waren die Kritiken überwiegend positiv. So befand Daniel Haas von der Frankfurter Allgemeinen Zeitung die Serie für „gut anzuschauen“. Er betonte, wie stark sich die Serie von vielen zeitgemäßen Ermittlerserien, in denen „Profiler und Agentenmasterminds im Sekundentakt ihre Erkenntnisse aufs Publikum abfeuern […]“, abgrenze. Wie auch andere Kritiker befand er vor allem die Hauptfigur für sympathisch. Von verschiedenen Rezensenten wurden zudem die Hauptdarsteller und die Landschaftsaufnahmen gelobt. Sidney Schering vom Internet-Magazin Quotenmeter.de bemängelte dagegen, „dass die zu lösenden Mordfälle in den ersten Episoden sehr beiläufig […]“ seien.

### Kommerzieller Erfolg
Für den ausstrahlenden Sender A&E war bereits die erste Staffel ein großer Erfolg. So wurde die Pilotfolge von etwa 4,1 Millionen Menschen gesehen, was für ihn die höchste Reichweite einer Premiere einer Dramaserie bedeutete. Danach gehörte die Fernsehserie mit durchschnittlich mehr als vier Millionen Zuschauern zu den erfolgreichsten Sendungen dieses kleinen Fernsehsenders.
In Deutschland erreichte die Pilotfolge eine Reichweite von 0,12 Millionen Zuschauern bei einem Marktanteil von 0,4 Prozent. In der Zielgruppe der 14- bis 49-Jährigen wurde die Sendung von 0,06 Millionen Menschen gesehen und lag bei einem Marktanteil von 0,7 Prozent.